# Polycarpa biscayensis
Polycarpa biscayensis är en sjöpungsart som beskrevs av Monniot 1977. Polycarpa biscayensis ingår i släktet Polycarpa och familjen Styelidae. Inga underarter finns listade i Catalogue of Life.